# James Michener
James Albert Michener, född 3 februari 1907 i Doylestown, Pennsylvania, död 16 oktober 1997 i Austin, Texas, var en amerikansk författare.
Hans egna erfarenheter i Stilla havet under andra världskriget i USA:s flotta inspirerade honom till romanen Tales of the South Pacific (1947; "Krig i paradiset"), vilken blev till musikal på Broadway, Rodgers/Hammersteins South Pacific. Bland hans övriga romaner märks The Bridges at Toko-Ri (1953; "Broarna vid Toko-ri"), vilken filmatiserades 1954 (Broarna vid Toky-Ri), Sayonara (1955) och The Drifters (1971; "De vinddrivna"). Romanen Centennial har filmatiserats som TV-serie 1978; på svenska Kampen om Colorado.

## Priser och utmärkelser
- 1948 – Pulitzerpriset för skönlitteratur för Tales of the South Pacific
- 1977 – Presidentens frihetsmedalj